# Trachyliopus multifasciculatus
Trachyliopus multifasciculatus là một loài bọ cánh cứng trong họ Cerambycidae.